# Bradypodion gutturale
Bradypodion gutturale este o specie de cameleoni din genul Bradypodion, familia Chamaeleonidae, descrisă de Smith 1849. Conform Catalogue of Life specia Bradypodion gutturale nu are subspecii cunoscute.

## Descriere
Este vorba despre un cameleon pitic de dimensiuni medii, cu un corp relativ robust și o coadă prehensilă lungă, care poate ajunge până la 15 cm în lungime. În general, are o culoare gri-oliv, dar s-au identificat și exemplare care variază.

## Răspândire naturală
Această specie se găsește în Little Karoo și în lanțurile muntoase înconjurătoare din provincia Western Cape, Africa de Sud.
A fost identificată la vest până la granița munților Cederberg și la est până la Uniondale. În sud se găsește în apropierea coastelor, în zona Robertson și pe câmpia Agulhas.